# Kémer község
Kémer község (románul: Comuna Camăr) község Szilágy megyében, Romániában. Központja Kémer, hozzá tartozik Erdőaljarakottyás.

## Népessége
A 2011-es népszámlálás adatai alapján a község népessége 1741 fő volt.